# 齋藤博樹
齋藤 博樹（さいとう ひろき、1988年10月5日 - ）は、ホッカイドウ競馬の原孝明厩舎に所属していた元騎手。勝負服の柄は胴青・赤山形一文字、袖白。千葉県出身。血液型はA型。

## 来歴
2004年に地方競馬教養センターの第83期騎手課程候補生となり、2年間の訓練を修了する。
2006年、3月17日に地方競馬全国協会の騎手免許試験に合格 し、3月31日付で騎手免許を取得。レース初騎乗は同年4月26日 の門別競馬場（イワノマミ、8頭中8着）。同年8月15日に旭川競馬場で、ハナマイに騎乗して初勝利を挙げた。
通算100勝を当面の目標に掲げていた が、2007年11月26日付で 自己都合により 騎手を引退した。最終成績は130戦4勝であった。